# WASP-13b
WASP-13b планета відкрита у 2008 р. поблизу зорі WASP-13 в рамках програми СуперWASP.
Маса цієї планети становить 0.46 маси Юпітера, проте її радіус у 1.21 раза більший за радіус Юпітера. Орбіта даної екзопланети знаходиться всього на відстані 0.05 а.о. від материнської зорі, тому завдяки розігріву поверхневих шарів атмосфера планети "розбухає" й збільшує її видимі розміри.